# Камерон (Оклахома)
Камерон (англ. Cameron) — місто (англ. town) в США, в окрузі Лефлор штату Оклахома. Населення — 323 особи (2020).

## Географія
Камерон розташований за координатами 35°8′6″ пн. ш. 94°32′9″ зх. д. / 35.13500° пн. ш. 94.53583° зх. д. (35.135098, -94.535899).  За даними Бюро перепису населення США в 2010 році місто мало площу 0,72 км², уся площа — суходіл.

## Демографія
Згідно з переписом 2010 року, у місті мешкали 302 особи в 109 домогосподарствах у складі 81 родини. Густота населення становила 420 осіб/км².  Було 132 помешкання (184/км²).
Расовий склад населення:
| - 72,5 % — білих - 17,2 % — корінних американців |

До двох чи більше рас належало 9,9 %. Частка іспаномовних становила 2,0 % від усіх жителів.
За віковим діапазоном населення розподілялося таким чином: 29,1 % — особи молодші 18 років, 58,0 % — особи у віці 18—64 років, 12,9 % — особи у віці 65 років та старші. Медіана віку мешканця становила 32,6 року. На 100 осіб жіночої статі у місті припадало 102,7 чоловіків;  на 100 жінок у віці від 18 років та старших — 92,8 чоловіків також старших 18 років.
Середній дохід на одне домашнє господарство  становив 37 045 доларів США (медіана — 26 000), а середній дохід на одну сім'ю — 41 071 долар (медіана — 29 375). За межею бідності перебувало 42,8 % осіб, у тому числі 54,5 % дітей у віці до 18 років та 17,2 % осіб у віці 65 років та старших.
Цивільне працевлаштоване населення становило 100 осіб. Основні галузі зайнятості: виробництво — 21,0 %, освіта, охорона здоров'я та соціальна допомога — 17,0 %, будівництво — 10,0 %, сільське господарство, лісництво, риболовля — 9,0 %.